# Peter Andersen (film)
 For alternative betydninger, se Peter Andersen. (Se også artikler, som begynder med Peter Andersen)
Peter Andersen er en dansk film fra 1941, instrueret af Svend Methling efter et manuskript af Holger Boëtius og Axel Østrup. Filmen, med Carl Alstrup i hovedrollen, handler om en lille mands hverdagsslæb stillet over for livets egentlige værdier.

## Medvirkende
- Carl Alstrup
- Erika Voigt
- Poul Reichhardt
- Inger Lassen
- Asta Hansen
- Victor Montell
- Aage Fønss
- Bjarne Forchhammer
- Sigurd Langberg